# Rodrigo Morínigo
Rodrigo Mario Morínigo Acosta (Lambaré, 7 ottobre 1998) è un calciatore paraguaiano, portiere del Libertad.

## Carriera

### Club
Morínigo è cresciuto nel settore giovanile del Libertad, con cui ha debuttato il 15 aprile 2018 nel secondo tempo dell'incontro di División Profesional perso 2-1 contro lo Sp. Luqueño. Nel febbraio del 2024 a causa di un infortunio accorso a Martín Silva è diventato il portiere titolare del club per il resto della stagione.

### Nazionale
Nel 2024 è stato incluso nella lista definitiva di convocati per la Copa América 2024.

## Statistiche

### Presenze e reti nei club
Statistiche aggiornate al 19 giugno 2024.
| Stagione        | Squadra         | Campionato      | Campionato | Campionato | Coppe nazionali | Coppe nazionali | Coppe nazionali | Coppe continentali | Coppe continentali | Coppe continentali | Altre coppe | Altre coppe | Altre coppe | Totale | Totale | Totale |
| Stagione        | Squadra         | Comp            | Pres       | Reti       | Comp            | Pres            | Reti            | Comp               | Pres               | Reti               | Comp        | Pres        | Reti        | Pres   | Reti   |        |
| --------------- | --------------- | --------------- | ---------- | ---------- | --------------- | --------------- | --------------- | ------------------ | ------------------ | ------------------ | ----------- | ----------- | ----------- | ------ | ------ | ------ |
| 2018            | Libertad        | PD              | 1          | 0          |                 | -               | -               | CL                 | 0                  | 0                  |             | -           | -           | 1      | 0      |        |
| 2019            | Libertad        | PD              | 0          | 0          |                 | -               | -               |                    | -                  | -                  |             | -           | -           | 0      | 0      |        |
| 2020            | Libertad        | PD              | 0          | 0          |                 | -               | -               | CL                 | 0                  | 0                  |             | -           | -           | 0      | 0      |        |
| 2021            | Libertad        | PD              | 1          | -2         |                 | -               | -               | CL+CS              | 0                  | 0                  |             | -           | -           | 1      | -2     |        |
| 2022            | Libertad        | PD              | 2          | -1         |                 | -               | -               | CL                 | 0                  | 0                  |             | -           | -           | 2      | -1     |        |
| 2023            | Libertad        | PD              | 4          | -5         |                 | -               | -               | CL+CS              | 0                  | 0                  |             | -           | -           | 4      | -5     |        |
| 2024            | Libertad        | PD              | 15         | -10        |                 | -               | -               | CL                 | 6                  | -8                 |             | -           | -           | 21     | -18    |        |
| Totale carriera | Totale carriera | Totale carriera | 23         | -20        |                 | -               | -               |                    | 6                  | -8                 |             | -           | -           | 29     | -28    |        |

## Palmarès

### Club

#### Competizioni nazionali
- Campionato paraguaiano: 5

Libertad: 2021 (Apertura), 2022 (Apertura), 2023 (Apertura), 2023 (Clausura), 2024 (Apertura)
- Copa Paraguay: 3

Libertad: 2019, 2023, 2024